# Victor Wartel
Pour les articles homonymes, voir Wartel.
Victor Wartel, né le 18 août 1931 à Zellik et mort le 26 octobre 2018 à Gand,, est un coureur cycliste belge. Il participe à des compétitions durant les années 1950 et 1960.

## Biographie
Professionnel entre 1955 et 1961, Victor Wartel a notamment remporté une étape du Tour de Belgique en 1958 ainsi que diverses kermesses belges. Il a également terminé troisième de la Flèche wallonne en 1957, derrière Raymond Impanis et René Privat. 

## Palmarès
- 1950
  - Grand Prix d'Affligem
- 1953
  - Omloop der Vlaamse Gewesten
  - 2e du Tour des Flandres amateurs
- 1954
  - Bruxelles-Rillaer
  - 2e de Bruxelles-Opwijk
- 1955
  - Grand Prix des Carrières
- 1956
  - 2e étape du Trophée des Trois Pays
  - 2e du Circuit des régions frontalières
  - 2e d'Aalter-Bruxelles
  - 3e du Trophée des Trois Pays
- 1957
  - Circuit des cinq collines
  - 2e du Circuit des régions frontalières
  - 2e de Hoeilaart-Diest-Hoeilaart
  - 3e de la Flèche wallonne
- 1958
  - 2e étape du Tour de Belgique
- 1959
  - 2e du Grand Prix de la ville de Vilvorde
- 1960
  - Grand Prix de la ville de Vilvorde